# خواجه (کوهپایه)
خواجه (کوهپایه)، روستایی از توابع بخش تودشک شهرستان کوهپایه در استان اصفهان ایران است.

## جمعیت
این روستا در دهستان جبل قرار دارد و براساس سرشماری مرکز آمار ایران در سال ۱۳۸۵، جمعیت آن ۱۴ نفر (۵خانوار) بوده‌است.